# Luluk Hadiyanto
Luluk Hadiyanto (* 8. Juni 1979 in Blora) ist ein ehemaliger Badmintonspieler aus Indonesien.

## Karriere
Luluk Hadiyanto gewann 2000, 2003 und 2006 Bronze bei den Asienmeisterschaften im Herrendoppel. Hadiyanto nahm zweimal an Olympia teil. 2004 war nach einem Freilos in Runde 1 in der darauffolgenden Runde Endstation. Beim olympischen Badmintonturnier 2008 schied er mit seinem Partner Alvent Yulianto schon in der ersten Runde aus.

## Erfolge
| Saison | Veranstaltung              | Disziplin    | Platz | Name                              |
| ------ | -------------------------- | ------------ | ----- | --------------------------------- |
| 2000   | Asienmeisterschaft         | Herrendoppel | 3     | Imam Sodikin / Luluk Hadiyanto    |
| 2001   | Thailand Open              | Herrendoppel | 1     | Sigit Budiarto / Luluk Hadiyanto  |
| 2003   | Asienmeisterschaft         | Herrendoppel | 3     | Luluk Hadiyanto / Alvent Yulianto |
| 2004   | Swiss Open                 | Herrendoppel | 2     | Luluk Hadiyanto / Alvent Yulianto |
| 2004   | Thailand Open              | Herrendoppel | 1     | Luluk Hadiyanto / Alvent Yulianto |
| 2004   | Singapur Open              | Herrendoppel | 1     | Luluk Hadiyanto / Alvent Yulianto |
| 2004   | Indonesia Open             | Herrendoppel | 1     | Luluk Hadiyanto / Alvent Yulianto |
| 2005   | China Open                 | Herrendoppel | 3     | Luluk Hadiyanto / Alvent Yulianto |
| 2006   | Asienspiele                | Herrendoppel | 2     | Luluk Hadiyanto / Alvent Yulianto |
| 2006   | China Open                 | Herrendoppel | 3     | Luluk Hadiyanto / Alvent Yulianto |
| 2006   | Asienmeisterschaft         | Herrendoppel | 3     | Luluk Hadiyanto / Alvent Yulianto |
| 2007   | Indonesische Meisterschaft | Herrendoppel | 1     | Luluk Hadiyanto / Alvent Yulianto |